# Miraflores (Panama)
Pour les articles homonymes, voir Miraflores.
Miraflores est un corregimiento situé dans le district d'Almirante, province de Bocas del Toro, au Panama. Il a été créé le 19 octobre 2020, séparé du corregimiento de Barriada Guaymí.